# Tony Brown (cestista 1960)
Anthony William Brown, detto Tony (Chicago, 29 luglio 1960), è un ex cestista e allenatore di pallacanestro statunitense, professionista nella NBA e in Italia.

## Carriera
È stato selezionato dai New Jersey Nets al quarto giro del Draft NBA 1982 (82ª scelta assoluta).

## Palmarès
- CBA All-Defensive Second Team (1983)